# Cosmic Dancer
Cosmic Dancer es una obra de arte realizada en la estación espacial rusa Mir, en mayo de 1993, por el artista suizo-estadounidense Arthur Woods. La pequeña escultura se mueve en la ingravidez impulsada por fuerza motriz humana; este movimiento o «danza» crea una interacción entre espectador y obra —imposible de realizar en tierra— en la que varían todos los puntos de vista y perspectivas.
La pieza fue echada a volar en las diferentes secciones del módulo central de la estación espacial, produciendo diferentes efectos, tales como flotar sobre la mesa, sobre el puerto de intersección múltiple, dando giros los cosmonautas alrededor de ella.